# Điển tịch cổ điển Trung Quốc
Điển tịch cổ điển Trung Quốc (giản thể: 中国古典典籍; phồn thể: 中國古典典籍; bính âm: Zhōngguó gǔdiǎn diǎnjí) hoặc đơn giản là Điển tịch (典籍) là thuật ngữ đề cập đến các văn bản Trung Quốc có nguồn gốc từ trước sự kiện thống nhất đế quốc Trung Hoa bởi triều đại nhà Tần năm 221 trước Công Nguyên, cụ thể là Tứ Thư Ngũ Kinh theo truyền thống Lý học mà bản thân chúng là một bản tóm tắt thông thường của Thập tam kinh. Tất cả các văn bản trước đời Tần này đều được viết bằng văn ngôn (Hán văn cổ điển). Cả ba bộ kinh gọi chung là điển tịch (phồn 經, giản 经, jīng, lit. "kinh").
Thuật ngữ điển tịch cổ điển Trung Quốc có khả năng được sử dụng rộng rãi để chỉ các văn bản được viết bằng bạch thoại hoặc có thể được sử dụng theo nghĩa hẹp để chỉ các văn bản được viết bằng chữ Trung Quốc cổ điển thịnh hành thời đó, cho tới tận lúc triều đại cuối cùng của nhà Thanh sụp đổ vào năm 1912. Những văn bản này có thể bao gồm Sử (史, tác phẩm lịch sử), Tử (子, tác phẩm triết học thuộc các trường phái tư tưởng khác ngoài Nho giáo nhưng cũng bao gồm các tác phẩm về nông nghiệp, y học, toán học, thiên văn học, bói toán, phê bình nghệ thuật, các tác phẩm lẫn lộn khác) và Tập (集, tác phẩm văn học) cũng như việc trau dồi Tinh (精, Y học Trung Quốc).
Vào thời nhà Minh và nhà Thanh, bộ Tứ Thư Ngũ Kinh là chủ đề của chương trình học bắt buộc của các học giả Nho giáo, những người có nguyện vọng đỗ đạt trong các kỳ thi Khoa Cử để ra làm quan. Bất kỳ cuộc thảo luận chính trị nào cũng đều lấy dẫn chứng từ các nguồn tài liệu này làm căn bản, và không ai có thể trở thành một sĩ đại phu (hoặc trong một số thời kỳ, kể cả là tướng lĩnh quân đội) mà không thuộc nằm lòng các văn thư này. Thông thường, trẻ em khi bắt đầu đi học phải học thuộc lòng các ký tự chữ Hán trong cuốn Tam tự kinh (三字經) và Bách gia tính (百家姓). Sau đó mới học đến các cuốn khác. Giới sĩ phu ưu tú do đó cùng chia sẻ một nền tảng văn hoá và tập hợp các giá trị chung.

## Thời nhà Tần

### Mất mát các tư liệu vào cuối đời nhà Tần
Theo như Sử ký của Tư Mã Thiên, sau khi Tần Thuỷ Hoàng, Hoàng đế đầu tiên của Đế quốc Trung Hoa, thống nhất Trung Quốc vào năm 221 trước Công Nguyên, thừa tướng của ông là Lý Tư đề nghị dẹp bỏ nghị luận trí thức để thống nhất tư tưởng và quan điểm chính trị.
Điều này được cho là đã tàn phá các chuyên luận triết học của nhiều trường phái thời kỳ Bách Gia Chư Tử, với mục tiêu nhằm củng cố triết lý cai trị chính thức của nhà Tần là Pháp gia. Có ba loại sách bị Lý Tư xem là nguy hiểm nhất về mặt chính trị. Đó là thơ ca, lịch sử (đặc biệt là ghi chép lịch sử của các quốc gia khác ngoài Tần), và triết học. Các tuyển tập thơ và ghi chép lịch sử cổ đại có nhiều câu chuyện liên quan đến các nhà cai trị tài đức thời xưa. Lý Tư cho rằng nếu mọi người đọc những văn bản này, khả năng là họ sẽ vọng tưởng về quá khứ và trở nên không hài lòng với hiện tại. Lý do cho việc đối chọi đàn áp các trường phái triết học khác nhau là do chúng ủng hộ các tư tưởng chính trị thường không tương thích với chế độ toàn trị.
Những sử gia hiện đại lại nghi ngờ các chi tiết của câu chuyện, khởi nguyên lần đầu tiên hơn một thế kỷ sau trong cuốn Sử ký Tư Mã Thiên chính thức vào thời nhà Hán. Michael Nylan nhận định rằng, dẫu cho thuộc tính thần thoại của nó, truyền thuyết Đốt sách chôn nho không được xem xét là chặt chẽ. Nylon gợi ý rằng nguyên do các học giả nhà Hán cáo buộc nhà Tần đốt bỏ Ngũ Kinh đạo Khổng một phần là để "phỉ báng" thể chế mà họ đã đánh bại và một phần là do các học giả nhà Hán hiểu sai bản chất của văn tự, vì chỉ sau khi thành lập nhà Hán, Tư Mã Thiên mới gọi Ngũ Kinh là "Nho học". Nylan cũng chỉ ra, nhà Tần đã bổ nhiệm các học giả cổ điển, những chuyên gia về Kinh Thi và Kinh Thư, điều này có nghĩa là các văn thư ấy có thể đã được miễn trừ khỏi bị diệt bỏ, và cuốn Lễ Ký và Tả Truyện đã không chứa đựng lời lẽ tôn vinh các chế độ phong kiến chiến bại mà Hoàng đế đầu tiên đã lấy làm lý do tiễu bỏ chúng. Nylon gợi ý thêm rằng, câu chuyện có thể dựa trên sự thật là cung điện của nhà Tần đã bị san phẳng vào năm 207 trước Công Nguyên kèm theo việc nhiều văn thư chắc chắn là đã bị thất lạc ở thời điểm đó. Martin Kern bổ sung, văn tự nhà Tần và văn tự đầu nhà Hán thường xuyên trích dẫn các cuốn Kinh, đặc biệt là Kinh Thi và Kinh Thư, mà điều này là hoàn toàn không khả thi nếu như chúng đã bị đốt bỏ như được ghi chép lại.

## Thời Tây Hán

### Ngũ Kinh
Ngũ Kinh (五經; Wǔjīng) là bộ năm cuốn sách Trung Hoa thời tiền Tần đã trở thành một phần của chương trình giáo huấn được triều đình phù trợ dưới triều đại Tây Hán, triều đại đã lấy Nho học đạo Khổng làm hệ tư tưởng chính quy. Chính trong thời kỳ này mà lần đầu tiên bộ kinh thư được gọi chung thành một tuyển tập là Ngũ Kinh (Năm cuốn sách Kinh điển). Một số văn bản đã từng nổi bật trước đó vào thời Chiến Quốc. Mạnh Tử, một trong những học giả Nho giáo hàng đầu, xem bộ kinh Xuân Thu cũng không kém phần quan trọng so với các biên niên sử bán huyền thoại của các thời đại trước đó.
Kinh Thi (經詩) hoặc Thi Kinh (詩經)
Một tuyển tập gồm 305 bài thơ, được chia làm 160 bài hát dân ca, 105 bài hát lễ tế để hát trong các buổi lễ cung đình, 40 bài hát thần linh ca và điếu ca để hát trong các buổi tế anh hùng và vong linh tổ tiên của hoàng tộc.
Kinh Thư (書經; "thư kinh") hay còn gọi là Thượng Thư (尚書)
Một tuyển tập những tư liệu và phát ngôn được cho là của các nhà cai trị và quan lại thời kỳ đầu nhà Chu và trước đó. Đây có thể là văn bản ký thuật cổ xưa nhất Trung Hoa, khả năng là xuất phát từ niên đại thế kỷ thứ 6 trước Công Nguyên. Nó bao gồm các trích dẫn văn xuôi Trung Hoa đầu tiên.
Lễ Ký (禮記) hay còn gọi là Lễ Kinh (禮經)
Mô tả các nghi thức cổ xưa, các hình thức xã hội và nghi lễ cung đình. Phiên bản được nghiên cứu ngày nay là phiên bản được làm lại bởi các học giả thế kỷ thứ 3 trước Công nguyên chứ không phải văn bản gốc, được cho là do chính Khổng Tử hiệu đính.
Kinh Dịch, tức Dị Kinh (易經)
Cuốn sách chứa đựng một hệ thống bói toán tử vi tương đương với phong thuỷ Geomancy của phương Tây hoặc hệ thống Ifá của Tây Phi. Nó vẫn được sử dụng rộng rãi trong văn hoá phương Tây và Đông Á hiện đại.
Kinh Xuân Thu (春秋)
Ghi ghép lịch sử của nước Lỗ, quốc gia bản địa của Khổng Tử, 722–481 trước Công Nguyên.
Cho tới tận thời Tây Hán, các tác giả thường sẽ liệt kê các sách Kinh theo thứ tự Kinh Thi - Kinh Thư - Lễ Ký - Kinh Dịch - Xuân Thu. Tuy nhiên, kể từ thời Đông Hán, thứ tự mặc định lại chuyển thành Kinh Dịch - Kinh Thư - Kinh Thi - Lễ Ký - Xuân Thu.

### Thư viện triều đình nhà Hán

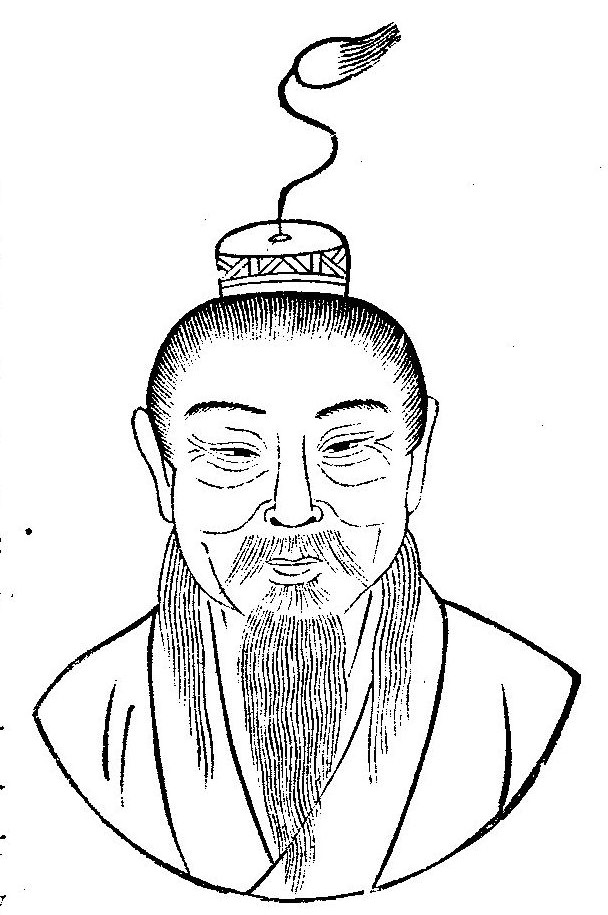
Vào thời nhà Hán, Lưu Hướng đã cho xuất bản văn thư cho nhiều danh tác cổ điển của Trung Hoa như Lễ Ký và Liệt nữ truyện

Năm 26 trước Công Nguyên, theo chiếu chỉ của Hoàng đế, Lưu Hướng (77–6 trước Công Nguyên) đã biên soạn thư mục đầu tiên của thư viện triều đình, Biệt Lục (phồn 別錄, giản 别录, Bielu), và là người biên soạn đầu tiên của cuốn Sơn hải kinh (山海經), bộ này sau đó được hoàn thành bởi con trai của ông. Họ Lưu cũng đồng thời hiệu đính nhiều tuyển tập các câu chuyện và tiểu sử, ví dụ như bộ Liệt nữ truyện (列女傳). Một thời gian dài, ông còn bị hiểu nhầm là đã đồng biên soạn bộ Liệt tiên truyện (列仙傳), một tuyển tập các bài thánh tích và văn tế Nho giáo. Lưu Hướng cũng là một nhà thơ - ông được cho là đã viết Cửu Thán (九歎), văn bản có trong tuyển tập Sở Từ (楚辭).
Các tác phẩm do Lưu Hướng hiệu đính và biên soạn bao gồm:
- Kinh Thư (書經)
- Lễ Ký (禮記)[12]
- Hiếu Kinh (孝經)[13]
- Dật chu thư (逸周書)[14]
- Chiến Quốc sách (戰國策)[15]
- Luận ngữ (論語)[16]
- Tuân Tử (sách) (荀子)[17]
- Thận Tử (慎到)[18]
- Nam Hoa kinh (南華經) hay còn gọi Trang Tử (莊子)
- Liệt Tử (列子)[19]
- Thuyết Uyển (說苑)[20]
- Tân Tự (新序)[21]
- Hoài Nam Tử (淮南子)[22]
- Quản Tử' (管子)'[23]
- Yến Tử Xuân Thu (晏子春秋)[24]

Công việc được tiếp tục bởi người con trai của ông, Lưu Hâm (học giả), người đã hoàn thành nhiệm vụ sau khi cha đã tạ thế.

## Thời nhà Tống

### Tứ Thư

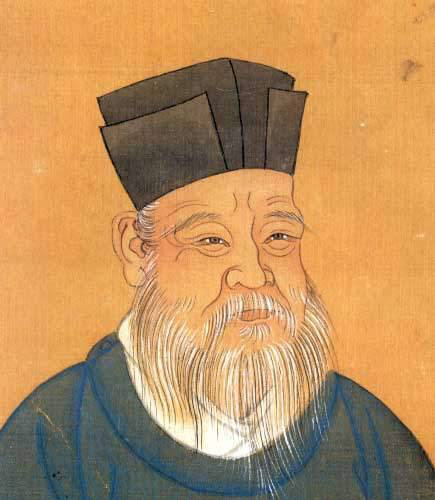
Chu Hy (1130-1200), người đã biên soạn danh sách bốn quyển dưới triều đại nhà Tống.

Tứ Thư (四書; Sìshū) là những văn bản cổ điển của Trung Quốc minh họa hệ thống các giá trị và niềm tin cốt lõi trong Nho giáo. Chúng đã được Chu Hy (朱熹; 1130 – 1200) chọn lựa dưới triều đại nhà Tống nhằm giới thiệu chung về tư tưởng Nho giáo. Thời nhà Minh và nhà Thanh, chúng trở thành tri thức cốt lõi của chương trình giảng dạy chính thức cho các kỳ thi Khoa Cử. Bộ Tứ Thư gồm có:
Đại Học (大學)
Ban đầu chỉ là một chương trong sách Lễ Ký. Nó bao gồm một bài viết ngắn trọng yếu được cho là của Khổng Tử cùng chín chương bình luận của Tăng Tử, một trong những đệ tử của Khổng Tử. Tầm quan trọng của cuốn Đại Học được minh họa qua lời nói đầu của Tăng Tử rằng đây chính là cửa ngõ của việc học. Nó có ý nghĩa quan trọng bởi nhiều chủ đề triết học và tư duy chính trị Trung Quốc mà nó thể hiện, và do đó có ảnh hưởng cực kỳ sâu rộng lên hệ tư tưởng Trung Quốc cổ điển và hiện đại. Chính quan, tu thân và khám nghiệm đều có liên hệ với nhau.
Trung Dung (中庸)
Một chương khác trong sách Lễ Ký, được cho là của Khổng Cấp (孔伋; 483 TCN – 402 TCN), cháu trai Khổng Tử. Mục đích của quyển sách nhỏ này, gồm 33 chương, là chứng minh sự hữu hiệu của đường lối vàng ngọc nhằm đạt được đức hạnh hoàn hảo. Nó tập trung vào đường lối của Đạo (道), được định sẵn bởi luật trời, không chỉ riêng cho người cai trị mà còn cho tất cả mọi người. Tuân theo luật trời qua sự hiếu học và huấn thị sẽ tự động đạt đến cảnh giới đức hạnh Khổng giáo hay còn gọi là Đức (德) trong Hán tự. Vì Luật Trời đã định sẵn con đường thành đạo cho nên chỉ cần biết đâu là chính đạo thì việc tiếp bước các bậc thánh hiền ngày xưa cũng không khó lắm.
Luận Ngữ (論語)
Một tuyển tập các phát ngôn của Khổng Tử và các đồ đệ của ông, cũng như những cuộc thảo luận mà họ đã có với nhau. Kể từ thời Khổng Tử, Luận Ngữ đã ảnh hưởng sâu sắc đến triết học và các giá trị đạo đức của Trung Quốc và sau này là các nước Đông Á khác. Các kỳ thi Khoa Cử, bắt đầu từ triều đại nhà Tùy và sau cùng bị bãi bỏ với sự thành lập của Trung Hoa Dân Quốc, đã nhấn mạnh nghiên cứu Nho học và kỳ vọng các thí sinh trích dẫn và áp dụng lời của Khổng Tử trong các bài luận của mình.
Mạnh Tử (孟子)
Một tập hợp các cuộc đối thoại giữa học giả Mạnh Tử và các vị quân vương thời bấy giờ. Trái ngược với những lời nói của Khổng Tử, vốn ngắn gọn và súc tích, cuốn Mạnh Tử bao gồm các đoạn hội thoại dài cùng việc sử dụng nhiều văn xuôi.

## Thời nhà Minh

### Thập Tam Kinh (十三經)
Chương trình giảng dạy chính thức của hệ thống Khoa Cử từ thời nhà Tống trở đi là Thập Tam Kinh. Tổng cộng, những tác phẩm này chứa tổng cộng hơn 600.000 ký tự phải học nằm lòng để vượt qua kỳ thi. Hơn nữa, những tác phẩm này đi kèm với bình luận và chú thích mở rộng, chứa khoảng 300 triệu ký tự theo một số ước tính.
- Kinh Dịch (易經 Yìjīng)
- Thư Kinh (書經 Shūjīng)
- Kinh Thi (詩經 Shījīng)
- Tam Lễ (三禮 Sānlǐ)
  - Chu Lễ (周禮 Zhōulǐ)
  - Nghi Lễ (儀禮 Yílǐ)
  - Lễ Ký (禮記 Lǐjì)
    - Chương Đại Học (大學 Dà Xué)
    - Chương Trung Dung (中庸 Zhōng Yōng)
- Tam Luận về Kinh Xuân Thu
  - Tả Truyện (左傳 Zuǒzhuàn)
  - Công Dương Truyện (公羊傳 Gōngyáng Zhuàn)
  - Cốc Lương Truyện (穀梁傳 Gǔliáng Zhuàn)
- Luận Ngữ (論語 Lúnyǔ)
- Hiếu Kinh (孝經 Xiàojīng)
- Nhĩ Nhã (爾雅 Ěryǎ)
- Mạnh Tử (孟子 Mèngzǐ)

## Danh sách các Văn tự Cổ điển

### Trước năm 221 trước Công Nguyên
Thông thường, rất khó hoặc gần như là không thể định niên chính xác các tác phẩm, văn tự thời tiền Tần hơn niên đại "Tiền Tần" của chúng, một giai đoạn trải dài suốt 1000 năm. Thông tin thời Trung Quốc cổ đại thường được truyền miệng và được truyền lại từ nhiều thế hệ trước nên hiếm khi được viết ra. Do đó, bố cục của các văn bản càng cổ đại thì càng khó mà theo trình tự thời gian như được sắp xếp và trình bày bởi các "tác giả" được cho là của chúng.
Vì thế, danh sách dưới đây được sắp xếp theo thứ tự tìm thấy trong Tứ khố toàn thư, thư viện cung đình của triều đại nhà Thanh. Bộ toàn thư này phân loại tất cả các tác phẩm thành 4 nhánh cấp cao nhất: Kinh điển Nho học và văn thư thứ cấp của chúng; Lịch sử; Triết học; Thơ ca. Ngoài ra còn có các danh mục phụ trong mỗi nhánh, nhưng do số lượng tác phẩm tiền Tần trong các nhánh Kinh điển, Lịch sử và Thơ ca ít nên các danh mục phụ chỉ được sao chép lại cho nhánh Triết học.

#### Nhánh kinh điển
| Tiêu đề               | Mô tả |
| --------------------- | --- |
| Kinh Dịch             | Sách chỉ dẫn bói toán tử vi dựa trên bát quái, được gán cho nhân vật thần thoại Phục Hy (庖犧) (sớm nhất là vào thời kỳ đầu của triều đại Đông Chu, bát quái này đã được nhân lên thành sáu mươi tư quẻ). Kinh Dịch vẫn còn được sử dụng bởi các tín đồ hiện đại của tín ngưỡng dân gian. |
| Thư Kinh              | Một bộ sưu tập các tài liệu và phát ngôn được cho là từ thời Hạ, Thương và Tây Chu, và thậm chí sớm hơn. Trong sách có chứa một số bản mẫu sớm nhất của văn xuôi Trung Quốc. |
| Kinh Thi              | Gồm 305 bài thơ chia thành 160 bài dân ca, 74 bài tiểu lễ, được hát theo truyền thống vào các dịp tế lễ của triều đình, 31 bài đại lễ, hát trong các nghi lễ trọng thể hơn của triều đình, và 40 bài cúng thần linh và điếu văn, hát trong các lễ tế thần linh và vong linh tổ tiên gia quyến hoàng tộc. Cuốn sách này theo truyền thống được xem là một tuyển tập từ Khổng Tử. Một phiên bản chuẩn mực, tên là Mao thi chính nghĩa (毛詩正義), được biên soạn vào giữa thế kỷ thứ 7 dưới sự chỉ đạo của Khổng Dĩnh Đạt (孔穎達; 574 – 648). |
| Tam Lễ                | |
| Chu Lễ                | Được công nhận là một tác phẩm kinh điển vào thế kỷ thứ 12 (Thay thế cho quyển Nhạc Kinh (樂經) đã bị thất lạc). |
| Nghi Lễ               | Mô tả các nghi thức cổ xưa, hình thức xã hội và nghi lễ cung đình. |
| Lễ Ký                 | Mô tả các nghi thức cổ xưa, hình thức xã hội và nghi lễ cung đình. |
| Kinh Xuân Thu         | Biên niên sử cổ nhất theo thứ tự thời gian; bao gồm khoảng 16.000 ký tự, nó ghi lại các sự kiện của nước Lỗ từ năm 722 TCN đến năm 481 TCN, với hàm ý lên án các hành vi chiếm đoạt, giết người, loạn luân, v.v.. |
| Tả Truyện             | Một bản ghi chép khác về các sự kiện tương tự như trong bộ Kinh Xuân Thu với một số điểm khác biệt đáng kể. Nó bao quát một khoảng thời gian dài hơn cả Kinh Xuân Thu. |
| Công Dương Truyện     | Một bài bình luận còn sót lại khác về các sự kiện tương tự (xem Kinh Xuân Thu). |
| Cốc Lương Truyện      | Một bài bình luận còn sót lại khác về các sự kiện tương tự (xem Kinh Xuân Thu). |
| Hiếu Kinh             | Một cuốn sách nhỏ hướng dẫn đạo hiếu; cách cư xử với cấp trên (chẳng hạn như cha, anh trai hoặc nhà cai trị). |
| Tứ Thư                | |
| Mạnh Tử               | Một cuốn sách gồm những giai thoại và cuộc trò chuyện của Mạnh Tử. |
| Luận Ngữ của Khổng Tử | Một tác phẩm đối thoại gồm hai mươi chương được cho là của Khổng Tử và các đồ đệ của ông. Theo truyền thống vốn tin là được viết ra trong vòng thân cận của chính Khổng Tử, nhưng nó được cho là do các học giả Nho giáo sau này đặt ra. |
| Trung Dung            | Một chương trong Kinh Lễ được Chu Hy biên soạn thành một tác phẩm độc lập. |
| Đại Học               | Một chương trong Kinh Lễ được Chu Hy biên soạn thành một tác phẩm độc lập. |
| Bác ngữ học           | |
| Nhĩ Nhã               | Một cuốn từ điển giải thích ý nghĩa và diễn giải các chữ trong ngữ cảnh của Kinh điển đạo Khổng. |

#### Nhánh sử học
| Tiêu đề          | Mô tả |
| ---------------- | --- |
| Trúc thư kỷ niên | Lịch sử nhà Chu được khai quật từ một ngôi mộ nhà Ngụy thời nhà Tấn.                                                               |
| Dật chu thư      | Phong cách tương tự như Kinh Thư.                                                                                                  |
| Quốc Ngữ (sách)  | Một bộ sưu tập các ghi chép lịch sử của nhiều quốc gia chư hầu, ghi lại khoảng thời gian từ Tây Chu đến năm 453 trước Công nguyên. |
| Chiến Quốc sách  | Hiệu đính bởi Lưu Hướng. |
| Yến Tử Xuân Thu  | Được cho là của Yến Anh (晏嬰; 578 TCN – 501 TCN), người cùng thời với Khổng Tử.                                                   |

#### Nhánh triết học
| Tiêu đề                                  | Mô tả |
| Nho giáo (không bao gồm nhánh Kinh điển) | |
| ---------------------------------------- | --- |
| Khổng Tử Gia Ngữ                         | Tuyển tập những câu chuyện về Khổng Tử và các môn đệ của ông. Tính xác thực còn chưa rõ ràng. |
| Tuân tử                                  | Được cho là của Tuân Huống (荀況; khoảng 310 TCN – khoảng 238 SCN), một bộ sưu tập các tác phẩm triết học cổ đại của Trung Quốc, phân biệt giữa những gì được sinh ra trong con người và những gì phải được học thông qua giáo dục nghiêm ngặt. |
| Binh Thư                                 | Bài chi tiết: Võ Kinh Thất Thư |
| Lục Thao (六韜)                          | Được cho là của Khương Tử Nha (姜子牙, 1156 TCN – 1017 TCN) (Thái công 太公). |
| Tôn Tử binh pháp (孫子兵法)              | Được cho là của Tôn Vũ (孫武; 545 TCN – 470 TCN). |
| Ngô Tử binh pháp (吳子兵法)              | Được cho là của Ngô Khởi (吳起; 440TCN – 381 TCN). |
| Tư Mã pháp (司馬法)                      | Được cho là của Tư Mã Nhương Thư (司馬穰苴; ? – ?) |
| Uý Liễu Tử (尉繚子)                      | Được cho là của Uý Liễu. |
| Hoàng Thạch Công tam lược (黃石公三略)   | Nguồn gốc còn đang tranh cãi, nhiều người tin là của Khương Tử Nha. |
| Ba mươi sáu kế                           | Mới được khôi phục gần đây. Quan điểm phổ biến là có thể bắt nguồn từ cả lịch sử thành văn và truyền khẩu. |
| Luật pháp                                | |
| Quản Tử                                  | Được cho là của Quản Trọng (管仲; 725 TCN – 645 TCN). |
| Đặng Tích Tử                             | Mẩu vụn; Thất lạc; được cho là của Đặng Tích (鄧析; 545 TCN – 501 TCN). |
| Thương Quân Thư (商君書)                 | Được cho là của Thương Ưởng (商鞅; 390 TCN – 338 TCN). |
| Hàn Phi Tử (sách)                        | Được cho là của Hàn Phi (韓非; k.280 TCN – 233 TCN) |
| Thân Tử                                  | Được cho là của Thân Bất Hại (申不害; k.400 TCN – k. 337 TCN); Chỉ có một chương còn lưu giữ, còn lại toàn bộ bị thất lạc. |
| Pháp kinh                                | Được cho là của Lý Khôi (李悝; 455 TCN – 395 TCN). |
| Đông Y                                   | |
| Hoàng Đế nội kinh                        | |
| Nan Kinh                                 | |
| Vụn vặt                                  | |
| Chúc Tử (鬻子)                           | Mẩu vụn; Được cho là của Chúc Hùng (鬻熊; ? – ?). |
| Mặc Tử (sách)                            | Được cho là của nhà triết học cùng tên, Mặc Tử (墨子; k.470 TCN – k.391 TCN). |
| Doãn Văn Tử (尹文子)                     | Mẩu vụn. |
| Thận Tử (慎子; sách)                     | Được cho là của Thận Đáo (慎到; k.350 TCN – k.275 TCN). Nguyên bản gồm 10 quyển và 42 chương. Trong đó chỉ còn 7 chương được lưu giữ, còn lại toàn bộ đã và đang bị thất lạc.                                                                   |
| Hạt quan tử (鶡冠子)                     | |
| Công tôn long tử (公孫龍子)              | |
| Quỷ Cốc Tử                               | |
| Lã thị Xuân Thu                          | Một bách khoa toàn thư các kinh văn cổ điển, được hiệu đính bởi Lã Bất Vi (呂不韋; 292 TCN – 235 TCN). |
| Thi Tử (尸子)                            | Được cho là của Thi Giảo (尸佼; k.390–330 trước Công Nguyên) |
| Thần thoại                               | |
| Sơn Hải Kinh (山海經)                    | Một tập hợp các mô tả địa lý ban đầu về động vật và thần thoại từ các địa điểm khác nhau trên khắp Trung Hoa. |
| Mục thiên tử truyện                      | Kể câu chuyện về Mục Vương và hành trình tìm kiếm sự bất tử của ông và sau khi đạt được; nỗi buồn trước cái chết của người yêu. |
| Đạo giáo                                 | |
| Đạo Đức Kinh                             | Được cho là của Lão Tử. |
| Guan Yinzi                               | Mẩu vụn. |
| Liệt Tử                                  | Được cho là của Liệt Ngự Khấu (列禦寇; fl. c. h.đ.k. 400 TCN) |
| Nam Hoa kinh                             | Được cho là của nhà triết học cùng tên, Trang Tử. |
| Văn Tử                                   | |

#### Thơ ca
| Tiêu đề | Mô tả |
| ------- | --- |
| Sở Từ   | Bên cạnh Kinh Thi (xem nhánh kinh điển), đây là tuyển tập thơ ca tiền Tần duy nhất còn được lưu giữ. Được cho là bắt nguồn từ chư hầu miền nam của nhà Chu, đặc biệt là Khuất Nguyên (屈原; k.340 TCN – 278 TCN). |

### Sau năm 206 trước Công Nguyên
- "Nhị thập tứ sử", một bộ sưu tập 24 bộ sử thư chính thống của Trung Quốc do các triều đại khác nhau biên soạn:
  - Sử Ký (史記), do Tư Mã Đàm (司馬談) và Tư Mã Thiên (司馬遷)
  - Hán Thư (漢書), do Ban Bưu (班彪), Ban Cố (班固) và Ban Chiêu (班昭)
  - Hậu Hán Thư (後漢書), do Phạm Diệp (范曄) dẫn đầu chủ biên
  - Tam Quốc Chí (三國志), do Trần Thọ (陳壽)
  - Tấn Thư (晉書) do Phòng Huyền Linh (房玄齡) dẫn đầu chủ biên
  - Tống Thư (宋書) -- Các triều Nam Tống, do Thẩm Ước (沈約)
  - Tề Thư (齊書) -- Nam Triều, do Tiêu Tử Hiển (蕭子顯)
  - Lương Thư (梁書) -- Nam Triều, do Diêu Sát (姚察) và Diêu Tư Liêm (姚思廉)
  - Trần Thư  (陳書) -- Nam Triều, do Diêu Tư Liêm (姚思廉)
  - Nam Sử (南史), do Lý Đại Sư (李大師) khởi xướng, Lý Duyên Thọ (李延壽) hoàn thành
  - Ngụy Thư (魏書) -- Bắc Triều, do Ngụy Thâu (魏收)
  - Chu Thư (周書) -- Bắc Triều, do Lệnh Hồ Đức Phân (令狐德棻)
  - Bắc Tề Thư (北齊書) -- Bắc Triều, do Lý Bách Dược (李百藥)
  - Bắc Sử (北史), do Lý Đại Sư (李大師) khởi xướng, Lý Duyên Thọ (李延壽) hoàn thành
  - Tuỳ Thư (隋書), do Nhan Sư Cổ (顏師古), Khổng Dĩnh Đạt (孔穎達), Trưởng Tôn Vô Kỵ (長孫無忌) và chủ biên Nguỵ Trưng (魏徵)
  - Cựu Đường Thư (舊唐書), do Lưu Hu (劉昫) đứng tên nhưng hầu như toàn bộ là do Triệu Oánh (趙瑩), Trương Chiêu (張昭), Giả Vĩ (賈緯) và Triệu Hy (趙熙) biên soạn[29]
  - Tân Đường Thư (新唐書), do Âu Dương Tu (歐陽脩) và Tống Kỳ (宋祁) dẫn đầu chủ biên
  - Cựu ngũ đại sử (舊五代史), do Tiết Cư Chính (薛居正)
  - Tân ngũ đại sử (新五代史), do Âu Dương Tu (歐陽修)
  - Tống Sử (宋史), do Thoát Thoát
  - Liêu Sử (遼史), do Thoát Thoát
  - Kim Sử (金史), do Thoát Thoát
  - Nguyên Sử (元史), do Tống Liêm (宋濂) dẫn đầu chủ biên
  - Minh Sử (明史), do Trương Đình Ngọc (張廷玉) dẫn đầu chủ biên
  - Thanh Sử Cảo (清史稿), do Triệu Nhĩ Tốn (趙爾巽) thường được coi là văn tự kinh điển thứ 25 của bộ sử văn
  - Tân Nguyên Sử (新元史), do Kha Thiệu Văn (柯劭忞) đôi khi được coi là văn tự kinh điển thứ 26 của bộ sử văn
- Hoa Dương Quốc Chí (華陽國志), một bản ghi chép lịch sử cổ đại và các câu chuyện kể miền tây nam Trung Quốc, được cho là của Thường Tuyền (常璩).
- Liệt nữ truyện (列女傳), một tuyển tập tiểu sử của những phụ nữ gương mẫu Trung Hoa thời cổ đại, được biên soạn bởi Lưu Hướng.
- Thập lục quốc Xuân Thu (十六國春秋), một bản ghi chép lịch sử của Ngũ Hồ thập lục quốc, được cho là của Thôi Hồng (崔鴻), nay đã bị thất lạc phần lớn và nay không còn nguyên vẹn.
- Thích Danh (釋名), một cuốn từ điển có từ cuối thế kỷ thứ 2, tác giả của cuốn sách chưa được xác định rõ ràng.
- Thế thuyết tân ngữ (世說新語), một tuyển tập các giai thoại và các bức vẽ minh hoạ nhân vật của 600 thi sĩ, nhạc sĩ và hoạ sĩ.
- Tam thập lục kế (三十六計), một quyển sách binh thư.
- Cửu chương toán thuật, một cuốn sách toán Trung Quốc được biên soạn bởi nhiều thế hệ các học giả thời nhà Hán.
- Tứ khố toàn thư, tuyển tập văn học lớn nhất trong lịch sử Trung Hoa
- Toàn Đường Thi, được biên soạn vào thời nhà Thanh,  ra mắt năm 1705.
- Tiếu Lâm Quảng Ký (笑林廣記), một tuyển tập các truyện tiếu lâm thời nhà Thanh.
- Văn Tâm Điêu Long (文心雕龍), một tác phẩm bình luận văn học Trung Hoa cổ đại cùng một số tản văn do Lưu Hiệp (劉勰; k.465–522) sáng tác.
- Thuỷ Kinh Chú (水經注), một cuốn sách về hệ thống sông ngòi, thuỷ lợi, được cho là biên soạn bởi nhà địa lý trứ danh Ly Đạo Nguyên (酈道元; 466 hoặc 472 – 527).
- Đường Thái Tông Lý Vệ Công vấn đối (唐太宗李衛公問對), một cuốn sách binh thư được cho là của Lý Tĩnh (李靖; 571 –  649).

### Xem Thêm
- Văn học Trung Quốc
- Kỳ thi Khoa Cử
- Danh sách văn thư đầu tiên của Trung Quốc
- Khai Thành Thạch Kinh
- Võ kinh thất thư
- Cổ văn kinh
- Hán học
- Thomas Francis Wade
- Herbert Giles
- Lionel Giles
- Frederic H. Balfour